# Simetría rota
El término simetría rota es un concepto usado en matemática y física cuando un objeto se rompe tanto en la simetría rotacional como en la simetría translacional. Es decir, cuando un objeto sólo puede hacer rotar un objeto en ciertos ángulos o cuando puede decirse si el objeto ha sido cambiado de puesto lateralmente.